# 张维玺

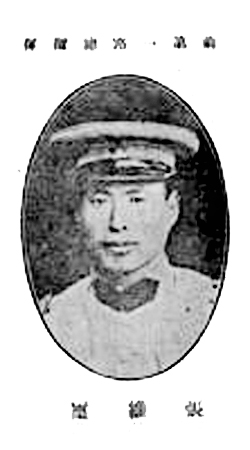
张维玺

张维玺（1889年—1944年），字楚玉，山东省东昌府馆陶县人，中华民国军事将领。初属北京政府、国民军，曾参加汪精卫政权，後因愛國之心而辭職。他是冯玉祥手下的「十三太保」之一。

## 生平
张维玺毕业于东三省武备学堂。1911年（宣统3年）的灤州起义中，他是冯玉祥手下的排长。
中华民国成立后，张维玺先后在冯玉祥领导的第16混成旅、第11師内升职。1924年（民国13年）升任旅长。1926年（民国15年）7月，任西北军第13師師长。同年12月，升任第13军军长。1927年（民国16年），任第13路总司令。1928年（民国17年），任第6方面军总指挥。
1930年（民国19年）中原大战中，张维玺任冯玉祥手下的第7路军总指挥兼第8军军长、南路总司令。冯玉祥部敗北后，张入陆军大学特别班学习，但总体上未获重用。
根据徐友春主编《民国人物大辞典 增订版》,1943年（民国32年），张维玺随国民军时期以来的同僚兼朋友孙良诚投降汪精卫政权。张任开封绥靖公署副主任、第2方面军副总司令，辅佐孙良诚。但后来，因受到友人叱责，張自觉羞恥，故只任职短短3个月便辞职了。另一方面，根据李惠兰·薛凤的《今晚报》记事，尽管日方將张的父和妻抓到济南扣押，而且对他又威胁，又利诱，但张还是坚决拒绝接受汪精卫政权的职位，而且暗中进行抗日活动。
1944年（民国33年），张维玺逝世。终年55。根据徐友春主编《民国人物大辞典 增订版》，张在天津病逝。但根据李惠兰·薛凤的《今晚报》记事，他在泰州突然病逝（有传说是被毒死）。